# Ardillières
Ardillières és un municipi francès situat al departament del Charente Marítim i a la regió de la Nova Aquitània. L'any 2007 tenia 775 habitants.

## Demografia

### Població
El 2007 la població de fet d'Ardillières era de 775 persones. Hi havia 290 famílies de les quals 60 eren unipersonals (28 homes vivint sols i 32 dones vivint soles), 83 parelles sense fills, 135 parelles amb fills i 12 famílies monoparentals amb fills.
La població ha evolucionat segons el següent gràfic:
Habitants censats

### Habitatges
El 2007 hi havia 337 habitatges, 292 eren l'habitatge principal de la família, 25 eren segones residències i 19 estaven desocupats. 321 eren cases i 8 eren apartaments. Dels 292 habitatges principals, 247 estaven ocupats pels seus propietaris, 37 estaven llogats i ocupats pels llogaters i 9 estaven cedits a títol gratuït; 3 tenien una cambra, 11 en tenien dues, 32 en tenien tres, 77 en tenien quatre i 169 en tenien cinc o més. 256 habitatges disposaven pel capbaix d'una plaça de pàrquing. A 100 habitatges hi havia un automòbil i a 176 n'hi havia dos o més.

### Piràmide de població
La piràmide de població per edats i sexe el 2009 era:
| Homes | Edats   | Dones |
| ----- | ------- | ----- |
| 0     | 95 o +  | 0     |
| 0     | 90 a 94 | 0     |
| 4     | 85 a 89 | 0     |
| 0     | 80 a 84 | 8     |
| 12    | 75 a 79 | 16    |
| 12    | 70 a 74 | 12    |
| 8     | 65 a 69 | 12    |
| 8     | 60 a 64 | 16    |
| 16    | 55 a 59 | 4     |
| 28    | 50 a 54 | 32    |
| 20    | 45 a 49 | 16    |
| 20    | 40 a 44 | 24    |
| 24    | 35 a 39 | 12    |
| 32    | 30 a 34 | 16    |
| 16    | 25 a 29 | 28    |
| 12    | 20 a 24 | 12    |
| 32    | 15 a 19 | 12    |
| 24    | 10 a 14 | 12    |
| 12    | 5 a 9   | 8     |
| 12    | 0 a 4   | 24    |

## Economia
El 2007 la població en edat de treballar era de 487 persones, 378 eren actives i 109 eren inactives. De les 378 persones actives 339 estaven ocupades (184 homes i 155 dones) i 40 estaven aturades (18 homes i 22 dones). De les 109 persones inactives 41 estaven jubilades, 35 estaven estudiant i 33 estaven classificades com a «altres inactius».

### Ingressos
El 2009 a Ardillières hi havia 290 unitats fiscals que integraven 776 persones, la mediana anual d'ingressos fiscals per persona era de 17.278 €.

### Activitats econòmiques
Dels 26 establiments que hi havia el 2007, 1 era d'una empresa alimentària, 3 d'empreses de fabricació d'altres productes industrials, 10 d'empreses de construcció, 4 d'empreses de comerç i reparació d'automòbils, 3 d'empreses de transport, 1 d'una empresa d'hostatgeria i restauració, 1 d'una empresa immobiliària, 2 d'empreses de serveis i 1 d'una empresa classificada com a «altres activitats de serveis».
Dels 6 establiments de servei als particulars que hi havia el 2009, 3 eren paletes, 1 guixaire pintor, 1 fusteria i 1 electricista.
L'únic establiment comercial que hi havia el 2009 era una fleca.
L'any 2000 a Ardillières hi havia 14 explotacions agrícoles que ocupaven un total de 284 hectàrees.

## Equipaments sanitaris i escolars
El 2009 hi havia una escola elemental.

## Poblacions més properes
El següent diagrama mostra les poblacions més properes.